# Magnet

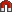
Icona d'imant arrodonit, utilitzada a The Pirate Bay

Els enllaços magnètics (de l'anglès magnet links), també anomenats enllaços magnet o simplement magnet, són un esquema URI utilitzat com a estàndard de facto per identificar arxius pel seu contingut, a partir d'un valor hash més que per la seva ubicació.
Tot i que els enllaços magnètics poden ser utilitzats per a altres aplicacions, són especialment útils en xarxes d'igual a igual perquè permeten enllaçar recursos sense la necessitat d'un servidor permanent disponible, i poden ser generats per qualsevol que tingui l'arxiu. Això els fa populars per al seu ús com a termes de cerca "garantits" a la comunitat de compartició de fitxers on qualsevol pot distribuir un enllaç magnètic per assegurar que el recurs recuperat mitjançant aquell enllaç sigui aquell que es vol, sense importar com s'hi accedeixi.

## Història
L'estàndard dels enllaços magnètics va ser desenvolupat per Bitzi l'any 2002, parcialment com intent d'una generalització dels esquemes URI ed2k: i freenet: utilitzats per eDonkey2000 i Freenet, respectivament, i de seguir els estàndards oficials d'URI de la IETF tant de prop com fos possible.

## Descripció tècnica
Els enllaços magnètics consisteixen d'una sèrie d'un o més paràmetres, l'ordre dels quals és irrellevant, amb el mateix format que les cadenes de consulta que normalment finalitzen les adreçes HTTP. El paràmetre més comú és "xt" ("tema exacte"), el qual és generalment una URN formada a partir del valor hash d'un fitxer concret, exemple:
magnet:?xt=urn:btih:c12fe1c06bba254a9dc9f519b335aa7c1367a88a&dn
Això es refereix al hash SHA-1 codificat en hexadecimal de la secció d'informació de l'arxiu torrent en qüestió. Cal tenir en compte, que tot i que s'especifiqui un arxiu en concret, l'aplicació de client ha de realitzar una cerca de disponibilitat.
Altres paràmetres definits per l'esborrany d'aquest estàndard són:
- "dn" ("nom de pantalla"): un nom de fitxer per mostrar a l'usuari, per comoditat
- "kt" ("paraula clau"): una cerca més general, especificant termes de cerca, en comptes d'un arxiu particular
- "mt" ("tema de manifest"): un URI que enllaça a un arxiu de manifest, p. ex. una llista d'elements més llunyans
- paràmetres experimentals específics a diferents aplicacions, han de començar per "x."

L'estàndard també permet la utilització de múltiples paràmetres del mateix tipus afegint ".1", ".2", etc. al nom de paràmetre, p. ex.:
magnet:?xt.1=urn:sha1:YNCKHTQCWBTRNJIV4WNAE52SJUQCZO5C&xt.2=urn:sha1:TXGCZQTH26NL6OUQAJJPFALHG2LTGBC7

## Disseny
Els enllaços magnètics poden contenir múltiples paràmetres, en qualsevol ordre, i separats per '&'.
magnet:? xl = [Mida en bytes] & dn = [file name (URL codificada)] & xt = urn: tree: tiger: [ TTH hash (Base32) ]

### Paràmetres
- dn (Nom de pantalla) – Nom de fitxer
- xl (Longitud exacta) – Mida en bytes
- xt (Tema exacte) – URN que conté el hash de l'arxiu
- as (Font acceptable) – Enllaç web a l'arxiu en línia
- xs (Font exacta) – Enllaç P2P
- kt (Paraula clau) – Paraules clau per a la cerca
- mt (Arxiu de manifest) – Enllaç al fitxer de manifest
- tr (Rastrejador d'adreçes) – URL de rastrejador per a descàrregues BitTorrent

## Exemples

### Enllaç a un arxiu de zero bytes
```
magnet:?xt=urn:ed2k:31D6CFE0D16AE931B73C59D7E0C089C0
&xl=0&dn=zero_len.fil
&xt=urn:bitprint:3I42H3S6NNFQ2MSVX7XZKYAYSCX5QBYJ
.LWPNACQDBZRYXW3VHJVCJ64QBZNGHOHHHZWCLNQ
&xt=urn:md5:D41D8CD98F00B204E9800998ECF8427E
```

### mediawiki-1.15.1.tar.gz
```
magnet:?xt=urn:ed2k:354B15E68FB8F36D7CD88FF94116CDC1
&xt=urn:tree:tiger:7N5OAMRNGMSSEUE3ORHOKWN4WWIQ5X4EBOOTLJY
&xt=urn:btih:QHQXPYWMACKDWKP47RRVIV7VOURXFE5Q
&xl=10826029&dn=mediawiki-1.15.1.tar.gz
&tr=udp%3A%2F%2Ftracker.openbittorrent.com%3A80%2Fannounce
&as=http%3A%2F%2Fdownload.wikimedia.org%2Fmediawiki%2F1.15%2Fmediawiki-1.15.1.tar.gz
&xs=http%3A%2F%2Fcache.example.org%2FXRX2PEFXOOEJFRVUCX6HMZMKS5TWG4K5
&xs=dchub://example.org
```